# (984) Gretia
(984) Gretia – planetoida z pasa głównego asteroid okrążająca Słońce w ciągu 4 lat i 256 dni w średniej odległości 2,8 au. Została odkryta 27 sierpnia 1922 roku w Landessternwarte Heidelberg-Königstuhl w Heidelbergu przez Karla Reinmutha. Nazwa pochodzi od szwagierki Albrechta Kahrstedta, niemieckiego astronoma. Przed jej nadaniem planetoida nosiła oznaczenie tymczasowe (984) 1922 MH.